# Rajd Safari 1985
Rajd Safari (33. Marlboro Safari Rally) – 33 Rajd Safari rozgrywany w Kenii w dniach 4-8 kwietnia. Była to czwarta runda Rajdowych mistrzostw świata w roku 1985. Rajd został rozegrany na nawierzchni szutrowej. Bazą rajdu było miasto Nairobi. 

## Wyniki końcowe rajdu[1]
| Msc. | Kierowca        | Pilot            | Samochód             | Czas  | Strata | Grupa | Punkty |
| ---- | --------------- | ---------------- | -------------------- | ----- | ------ | ----- | ------ |
| 1    | Juha Kankkunen  | Fred Gallagher   | Toyota Celica TCT    | 5:18  | 0.0    | B12   | 20     |
| 2.   | Björn Waldegård | Hans Thorszelius | Toyota Celica TCT    | 5:52  | +0:34  | B12   | 15     |
| 3.   | Mike Kirkland   | Anton Levitan    | Nissan 240RS         | 6:01  | +0:43  | B12   | 12     |
| 4.   | Rauno Aaltonen  | Lofty Drews      | Opel Manta 400       | 6:12  | +0:54  | B12   | 10     |
| 5.   | Erwin Weber     | Gunter Wanger    | Opel Manta 400       | 6:36  | +1:18  | B12   | 8      |
| 6.   | Alain Ambrosino | Daniel Le Saux   | Nissan 240RS         | 7:58  | +2:40  | B12   | 6      |
| 7.   | Timo Salonen    | Seppo Harjanne   | Peugeot 205 Turbo 16 | 9:09  | +3:51  | B12   | 4      |
| 8.   | Yasuhiro Iwase  | Sudhir Vinayak   | Opel Ascona 400      | 12:22 | +7:04  | B12   | 3      |
| 9.   | Ashok Patel     | Dalbir Kandola   | Nissan 240RS         | 13:49 | +8:31  | B12   | 2      |
| 10.  | Carlo Vittuli   | Robin Nixon      | Subaru RX Turbo      | 15:28 | +10:10 | A8    | 1      |

## Klasyfikacja po 4 rundach
Tabele przedstawiają tylko pięć pierwszych miejsc.

### Kierowcy
| Lp. | Kierowca       | Pkt |
| --- | -------------- | --- |
| 1   | Timo Salonen   | 48  |
| 2   | Ari Vatanen    | 40  |
| 3   | Stig Blomqvist | 35  |
| 4   | Walter Röhrl   | 27  |
| 5   | Juha Kankkunen | 20  |

### Producenci
| Lp. | Producent | Pkt |
| --- | --------- | --- |
| 1   | Peugeot   | 60  |
| 2   | Audi      | 46  |
| 3   | Toyota    | 28  |
| 4   | Lancia    | 24  |
| 5   | Nissan    | 18  |